# Nevillea obtusissimus
Nevillea obtusissimus là một loài thực vật có hoa trong họ Restionaceae. Loài này được (Steud.) H.P.Linder mô tả khoa học đầu tiên năm 1984.